# Peirce Seamount
Il Peirce Seamount o Pierce Seamount è una montagna e vulcano sottomarino che fa parte della catena sottomarina di Kodiak-Bowie, situato nella parte nordorientale dell'Oceano Pacifico, a ovest delle isole Haida Gwaii, nella Columbia Britannica, in Canada.
È posizionato tra il Denson Seamount e l'Hodgkins Seamount, altri due vulcani della stessa catena. Come questi ultimi fu formato dall'attività del punto caldo di Bowie.